# Social Intranet
Social Intranet ist die Bezeichnung für eine Softwareplattform, die meist die Funktionalität eines Enterprise Social Network, einer Blogplattform, eines internen Newsportals und weiterer Funktionen vereint. Die Bezeichnung stammt aus der Zeit, als solche Funktionen erstmals im Intranet bereitgestellt wurden (2000er). Inzwischen hat sich die Sicht durchgesetzt, dass das Intranet ein Ökosystem von zahlreichen Anwendungen und Diensten ist, die mittlerweile so gut wie alle die Möglichkeit zur Kollaboration bieten (digitale Whiteboards, Wiki-Plattformen, Voting Tools und viele andere). Der Trend der vergangenen Jahre, dass die Vielzahl der im Intranet verfügbaren Dienste durch fortlaufende Ausdifferenzierung stetig zunimmt, wird sich aller Voraussicht nach in Zukunft fortsetzen.
Als Teil des Intranets ist es nur für einen bestimmten Personenkreis verfügbar und kann unabhängig vom öffentlichen Netz benutzt werden.
Ein Social Intranet ist Social Software und gehört in die Gruppe „solche[r] Anwendungen, die Informations-, Identitäts- und Beziehungsmanagement in den (Teil-) Öffentlichkeiten hypertextueller und sozialer Netzwerke unterstützen.“

## Ziele
Die Betreiber eines Social Intranet – im Regelfall Unternehmen – definieren die Ziele der Plattform selbst. Einige Punkte gelten jedoch wohl für die allermeisten Social Intranet-Projekte:
- Verbesserung der abteilungs- und standortübergreifenden Kommunikation zwischen den Mitarbeitern
- Interne Wissensressourcen bündeln und Wissen optimal verfügbar machen
- Beschleunigung von innerbetrieblichen Informationsströmen
- Reduktion des internen E-Mail-Verkehrs
- Bereitstellung einer sicheren Plattform, die innerbetriebliche Informationen bündelt
- Vereinfachung von Prozessen, indem alle Abteilungen auf eine gemeinsame Datenbank zugreifen können
- Förderung von Engagement und Mitarbeiterzufriedenheit

In der Forschung werden oft die folgenden Mehrwerte für ein Unternehmen diskutiert:
- Verbesserung der Unternehmenskommunikation
- Umfangreiches Wissensmanagement und Wissenstransfer
- Erleichterung der Expertensuche im Unternehmen
- Steigerung der Innovationskraft
- Aufbau von Sozialkapital[2][3]

## Abgrenzung zum klassischen Intranet
Das ursprüngliche Ziel des Intranet-Einsatzes in Unternehmen und Behörden ist es, die Informationsversorgung für die Mitarbeiter zu sichern und zu verbessern. Hierzu werden Informationen qualitätsgesichert bereitgestellt und personalisiert verteilt. Im Regelfall geschieht die Erstellung der Beiträge redaktionell mittels eines Content-Management-Systems.
Auch Social Intranets dienen der Verbesserung des Informationsflusses in Unternehmen. Im Gegensatz zum Intranet läuft die Bereitstellung der Informationen hier jedoch nicht unidirektional durch eine Redaktion, sondern die Benutzer selbst können Beiträge verfassen und kommentieren.
Dabei ist das Social Intranet keineswegs als Ersatz für das Intranet zu verstehen. Vielmehr ergänzt es das klassische Intranet um Aspekte der Social Media. Dadurch soll eine direktere Kommunikation ermöglicht werden.
Die Nutzung der Plattform zur Social Collaboration soll gewährleisten, dass die unternehmensweite Zusammenarbeit gefördert wird. Mitarbeiter können aktiv Wissen austauschen und zu Projekten etc. kommunizieren. Top-down- und Bottom-up-Kommunikation werden vereint.
Dieser Aspekt gewinnt insbesondere dann an Bedeutung, wenn über verschiedene Standorte oder Abteilungen hinweg zusammengearbeitet werden soll. Indem das Social Intranet ortsungebunden und über verschiedene Endgeräte erreichbar ist, können auch Beschäftigte auf Reisen oder ohne festen PC-Arbeitsplatz (z. B. in der Produktion) am Austausch teilhaben.
Eine gemäß dem Corporate Design bzw. der Corporate Identity des Unternehmens vereinheitlichte Benutzeroberfläche kann das betriebsinterne Zugehörigkeitsgefühl der Mitarbeiter fördern.
Die typischen Funktionen sind denen von Sozialen Netzwerken im privaten Bereich recht ähnlich, jedoch stärker für den geschäftlichen Gebrauch optimiert:
- Gruppen können innerhalb des Netzwerkes gebildet werden und z. B. als virtueller Projektraum dienen
- Erstellen von Blog-Beiträgen oder das Veröffentlichen von einzelnen Statusmeldungen, Kommentaren oder Fragen
- Der Empfang und Versand von Benachrichtigungen über diverse Ereignisse wie neue Beiträge, neu eingestellte Bilder, neue Dateien usw.
- Der Empfang und der Versand von Nachrichten an andere Mitglieder
- Suchfunktionen
- Die Anwender verfügen über eine persönliche Profilseite mit diversen Einstellmöglichkeiten
- Eine Kontaktliste samt Funktionen, mit denen die Verbindungen zu den hier verzeichneten Kollegen verwaltet werden können

Integriert das Social Intranet auch Daten aus anderen eingesetzten Softwareprogrammen in die Kommunikation der Beschäftigen, kann es zur zentralen Arbeitsplattform werden. In diesem Fall kann man von einem Digital Workplace sprechen.
Im Rahmen der Nutzung des Social Intranet als Arbeitsplattform kann es zu einem Konflikt zwischen der Vertraulichkeit der Daten und der für ein Intranet notwendigen Reichweite kommen.

## Social Intranet als Teil der Unternehmenskultur
Beim Einsatz eines Social Intranets im Unternehmen spielen nicht nur technische Fragen eine Rolle. Unter der Bezeichnung Enterprise 2.0 lässt sich auch eine Entwicklung der Unternehmenskultur beschreiben, die von Social Intranets unterstützt wird: Weg von der hierarchischen, zentralen Steuerung und hin zur autonomen Selbststeuerung von Teams, die von Managern eher moderiert als geführt werden.
Der Ko-Direktor der „MIT Initiative on the Digital Economy“ Andrew Paul McAfee beschreibt den Zusammenhang folgendermaßen:

“Enterprise 2.0 is the use of emergent social software platforms within companies, or between companies and their partners or customers”

Als grundlegende Anforderungen für die Etablierung von Enterprise 2.0 in einem Unternehmen nennt McAfee:
- Das Schaffen einer offenen Unternehmenskultur
- Eine Plattform (im Intranet), auf der die Zusammenarbeit möglich wird
- Change Management, das auf die Bedürfnisse der Nutzer eingeht, statt an formalen Prozessen festzuhalten
- Das Commitment von der Unternehmensführung.[4]

Unternehmen zielen darauf ab, durch den transparenten Austausch über Abteilungs- und Hierarchiegrenzen hinweg das Mitarbeiter-Engagement zu steigern. In einer Umfrage des Management-Magazins Harvard Business Review geben 91 % der Angestellten an, ungenügende Kommunikation durch Vorgesetzte schmälere ihre Motivation.
Dahingegen dienen Social-Media-Features im Unternehmen dem Bundesverband Digitale Wirtschaft zufolge der

„Schaffung dialogischer, transparenter und inklusiver Prozesse, die eine Organisations- und Führungskultur ermöglichen, mit deren Hilfe bisher verborgene Effizienz-, Wissens- und Innovationsressourcen zur Steigerung der Unternehmensperformance nutzbar gemacht werden können.“

## Belege
1. ↑  Jan Schmidt: Weblogs: eine kommunikationssoziologische Studie. UVK-Verl.-Ges, Konstanz 2006, ISBN 978-3-89669-580-2.
2. ↑  C. Meske, S. Stieglitz, D. Middelbeck: Mehrwerte von Intranet Social Software – Status quo in der Wissenschaft. In: Tagungsband der Multikonferenz Wirtschaftsinformatik 2014. S. 1775–1785.
3. ↑  Alexander Richter, Michael Koch: Zum Einsatz von Social Networking Services im Unternehmen. In: Wirtschaftsinformatik Proceedings. Band 70, 2009, S. 851–860.
4. 1 2  Michael Koch, Alexander Richter: Enterprise 2.0 – Planung, Einführung und erfolgreicher Einsatz von Social Software in Unternehmen. Oldenbourg Verlag, München 2009.
5. ↑  Ansgar Zerfaß., Neele Franke: Enabling, advising, supporting, executing: A theoretical framework for internal communication consulting within organizations. In: International Journal of Strategic Communication. 2013, S. 118–135.
6. ↑  Thomas Mickeleit: Das Intranet der dritten Generation. In: Manfred Piwinger, Ansgar Zerfaß (Hrsg.): Handbuch Unternehmenskommunikation. Wiesbaden 2007.
7. ↑  Frank Wolf: Social Intranet: Kommunikation fördern - Wissen teilen - effizient zusammenarbeiten. Hanser, München 2011, ISBN 3-446-42791-0.
8. ↑  Die 3 Probleme des Social Intranet Staffbase Blog; abgerufen am 2. Dezember 2018.
9. ↑  Andrew McAfee: Enterprise 2.0, version 2.0. Blog Post. 27. Mai 2006, archiviert vom Original am 14. Juli 2009; abgerufen am 21. September 2016.
10. ↑  The Top Complaints from Employees About Their Leaders. Abgerufen am 22. September 2016.
11. ↑  Bundesverband Digitale Wirtschaft (Hrsg.): Enterprise 2.0 – Social Software in Unternehmen. 2013.